# Affaire rondom de blauwe diamant
De affaire rondom de blauwe diamant is een serie van onopgeloste misdaden rondom de diefstal van Saoedische diamanten door de Thaise gastarbeider Kriangkrai Techamong. De affaire zorgde voor slechte diplomatieke relaties tussen Thailand en Saoedi Arabië, die anno 2010 nog steeds niet bekoeld waren.

## Geschiedenis
In 1989 werd de diefstal van meerdere juwelen ontdekt in het paleis van de Saoedische prins Faisal bin Fahd, een zoon van de toenmalige koning van Saoedi-Arabië, Fahd bin Abdoel Aziz al-Saoed, waarvoor de Thaise gastarbeider Kriangkrai Techamong verantwoordelijk wordt gehouden. Hij was als schoonmaker in de slaapkamer van de prinses tewerkgesteld, terwijl daar op dat moment gewerkt werd aan de alarminstallatie van de juwelenkluis. Kriangkrai kwam er zodoende achter hoe de alarminstallatie werkte en toen het prinselijk paar voor vakantie in Europa was, sloeg hij toe. De totale buit, die meer dan 30 kilo woog en een waarde had van 20 miljoen dollar, stuurde hij uiteindelijk met een vrachtschip richting zijn thuisland Thailand.
Eenmaal thuis, begroef Kriangkrai de diamanten achter zijn huis en ook verkocht hij er een paar aan lokale juwelenhandelaren. In januari 1990 werd hij gearresteerd door de Thaise politie, onder leiding van politie-commandant Chalor Kerdthet. Kriangkrai werd veroordeeld tot een celstraf van zeven jaar, die uiteindelijk verkort werd tot drie jaar omdat hij meewerkte aan het onderzoek, en de diamanten werden teruggestuurd naar Saoedi Arabië.  Bij inspectie aldaar bleek echter dat het meest waardevolle juweel, de 50 karaats blauwe diamant, miste en dat het grootste deel van de teruggestuurde juwelen vervalst was. Op 4 januari 1990 werd een Saoedische diplomaat in Thailand vermoord en op 4 februari werden wederom drie Saoedische diplomaten vermoord. De Thaise overheid hield het echter op een interne afrekening. De Saoedi's stuurden vervolgens een vertegenwoordiger naar Thailand, de zakenman Mohammad al-Ruwaili. Hij verdween echter op 12 februari 1990. Ondanks herhaalde pogingen van Saoedi-Arabië om de zaak opgelost te krijgen, lukte dat niet.
De Saoedi's waren furieus en zetten Thailand onder druk, onder andere door werkvisa's voor mensen uit Thailand stop te zetten. De effecten hiervan bleven lang merkbaar. In 1990 waren er tegen de 200.000 Thaise arbeidsmigranten werkzaam in Saoedi-Arabië, waarmee het land de grootste afzetmarkt was voor Thaise arbeidsmigranten. In 2008 waren dat er nog maar een kleine 10.000. Ook diplomatieke relaties geraakten bekoeld. De Saoedi's haalden hun ambassadeur terug uit Thailand en stuurden in plaats daarvan een zaakgelastigde.
In juli 1994 werden de vrouw en zoon van juwelenhandelaar Santi Srithanaken op brute wijze vermoord. Srithanaken zou betrokken zijn geweest bij de heling en bevriend zijn met commandant Kerdthet. Vijf politieagenten gaven de moord al snel toe, maar wilden de namen van de hogere politieofficieren van wie ze opdracht zeggen te hebben gekregen niet prijsgeven. De toenmalige Thaise premier, Chuan Leekpai, met represailles onder druk gezet door de Saoedi's, bemoeide zich ook met de zaak, door spijtoptanten de kans te geven de diamanten anoniem in te leveren. Dit leverde echter niks op.
Na een lang onderzoek werd Kerdthet ter dood veroordeeld voor de moord op de zoon en vrouw van Srithanaken, een straf die 16 oktober 2009 bekrachtigd werd door het Thais hooggerechtshof. Later werd de straf omgezet in 50 jaar. De blauwe diamant is anno 2020 nog steeds zoek.